# يوم الحكم الذاتي لشمال بورنيو
يوم الحكم الذاتي لشمال بورنيو هو يوم حكم ذاتي يحتفل به كل يوم 31 أغسطس من كل عام في ولاية صباح في ماليزيا. منذ عام 2012 أصبحت حكومة ولاية صباح ومواطنوها يحتفلون بهذا اليوم على نطاق واسع، بسبب أن يوم هاري ميرديكا لم يكن يوم الاحتفال الصحيح للولاية.
في الوقت الذي يُشار فيه إلى يوم الحكم الذاتي لشمال بورنيو بـ «يوم الاستقلال»، فإن هذا المعنى غير صحيح ولا دقيق بشكل كامل، لأن التشريع البريطاني بشأن الحكم الذاتي لجزيرة بورنيو الشمالية لم ينص على استقلالها قبل انضمامها لتشكيل اتحاد ماليزيا. في عام 2018 دعت مؤسسة بورنيو للتراث حكومة الولاية إلى إعلان «يوم الصباح» عطلة رسمية ونشر هذا الإعلان في الجريدة الرسمية.

## خلفية
بعد انتهاء الحرب العالمية الثانية كانت الإدارة العسكرية البريطانية تدير منطقة ما يشكل ماليزيا الآن، نُقلت إدارة بورنيو فيما بعد إلى حكومة ولي العهد في عام 1946 حيث واجهت شركة بورنيو تشارترد البريطانية الشمالية صعوبات بسبب التكلفة العالية لإعادة بناء بورنيو الشمالية. في وقت لاحق قامت حكومة مستعمرة التاج بمهمة إعادة إعمار الإقليم، وكان أول حاكم للملك هو إدوارد توينينغ في 5 مايو 1949. ثم خلفه رالف هون ليواصل إعادة بناء الإقليم، وبعد ذلك رولاند تورنبول حتى آخر حاكم وليام جود. بعد الانتهاء من جميع مشاريع إعادة الإعمار، قررت حكومة ولي العهد في وقت لاحق منح الحكم الذاتي للإقليم في 31 أغسطس 1963، أي قبل 16 يومًا من تأسيس اتحاد ماليزيا في 16 سبتمبر 1963.

## العلاقة مع هاري ميرديكا
يُعد يوم بورنيو للحكم الذاتي في شمال البلاد يوم 31 أغسطس، هو يوم هاري ميرديكا (أي: عيد الاستقلال)، وهو يوم وطني لماليزيا يحيي ذكرى استقلال اتحاد مالايا عن الحكم الاستعماري البريطاني في عام 1957. دعت مؤسسة تراث بورنيو إلى الاحتفال بيوم «استقلال صباح» بدلاً من هاري ميرديكا في نفس هذا اليوم.
اعتبارًا من عام 2015 ذكر وزير الاتصالات والوسائط المتعددة أحمد شابيرى شيك أنه من المرجح أن يتم الاحتفال بعيد الاستقلال دون ذكر عدد السنوات التي منع فيها الناس في صباح وساراواك من ذكر الاستقلال. مع ذلك ذكر وزير تنمية الأراضي في ساراواك تان سري داتوك آمار الدكتور جيمس ماسينج أنه منذ 16 سبتمبر قد أعلن يوم 31 أغسطس يوم ماليزيا، ويجب أن يكون هذا اليوم نقطة تجمع لوحدة الأمة، وأضاف: "الجميع يعلم الآن أن 31 أغسطس هو يوم الاستقلال في مالايا وصباح... إنه ليس يوم استقلالنا في ساراواك).. يمكنهم الاحتفال به في كل من مالايا وصباح لأن لديهم نفس تاريخ يوم الاستقلال، ويمكننا الانضمام إليهم هناك"، وإذا دعونا يجب علينا تصحيح الخطأ ". كان ماسينغ يعلق على الاقتراح الأخير الذي قدمته شابيري تشيك بضرورة مواصلة ماليزيا الاحتفال بيوم 31 أغسطس باعتباره يوم استقلالها، دون ذكر الذكرى السنوية ليوم الحكم الذاتي لشمال بورنيو.